# Cratere Nergal
Nergal è un cratere sulla superficie di Ganimede.